# Bundesbahngesetz (Deutschland)
Das Bundesbahngesetz vom 13. Dezember 1951 war die rechtliche Grundlage für die Deutsche Bundesbahn. Die Deutsche Bundesbahn wird darin als Sondervermögen des Bundes definiert. Das Bundesbahngesetz wurde durch das Eisenbahnneuordnungsgesetz vom 27. Dezember 1993 im Rahmen der Bahnreform bis auf einzelne Paragraphen außer Kraft gesetzt.
Das Bundesbahngesetz hob das Reichsbahngesetz vom 4. Juli 1939 (inkraftgetreten am 11. Juli 1939) auf.